# Sabine Baum
Sabine Baum (* 22. Mai 1972) ist eine ehemalige deutsche Squashspielerin.

## Karriere
Sabine Baum war vor allem in den 1990er-Jahren auf der WSA World Tour aktiv. Ihre höchste Platzierung in der Weltrangliste erreichte sie mit Position 46 im Jahr 1994. Mit der deutschen Nationalmannschaft nahm sie 1992, 1994, 1996 und 1998 an der Weltmeisterschaft teil. Darüber hinaus stand sie zehnmal im Kader bei Europameisterschaften. 1992, 1994 und von 1996 bis 2000 wurde sie mit der Mannschaft Vizeeuropameisterin. Von 1992 bis 1998 stand Baum viermal im Hauptfeld der Weltmeisterschaft im Einzel, kam aber nie über die erste Runde hinaus.
Sie stand fünfmal im Finale der Deutschen Meisterschaften, wo sie stets an Sabine Schöne scheiterte. Mit dem Landshuter SC wurde sie 1992 und 1993 Deutscher Meister. National stand sie lange Jahre auf Platz zwei der Rangliste, hinter Sabine Schöne. Im Juli 2002 beendete sie ihre Karriere.

## Erfolge
- Vizeeuropameisterin mit der Mannschaft: 1992, 1994, 1996–2000
- Deutsche Vizemeisterin: 1994, 1996–1998, 2000
- Deutsche Mannschaftsmeisterin: 1992, 1993